# Ausklang

Ausklang (Final en allemand) est une œuvre pour piano et orchestre composée par Helmut Lachenmann en 1984-1985.

## Histoire
Il s'agit d'une commande de la Radio de Cologne (WDR). Elle est dédiée à la pianiste Yukiko Sugawara.
Ausklang est créé le 18 avril 1986 à Cologne, par Massimiliano Damerini au piano et l'Orchestre symphonique de la WDR de Cologne sous la direction de Péter Eötvös.
Son exécution dure à peu près 50 minutes.

## Discographie
- Massimiliano Damerini et l'Orchestre symphonique de la WDR de Cologne dirigé par Péter Eötvös, Col legno (1994)
- Pierre-Laurent Aimard et l'Orchestre symphonique de la Radiodiffusion bavaroise dirigé par Jonathan Nott, NEOS "Musica viva", 2015.